# La Haye-du-Theil
Pour les articles homonymes, voir Haye.
La Haye-du-Theil est une commune française située dans le département de l'Eure en région Normandie.

## Géographie
| Les Monts du Roumois (comm. dél. de Bosguérard-de-Marcouville) | Saint-Pierre-du-Bosguérard                             |                       |
| Le Bosc-du-Theil (comm. dél. de Le Gros-Theil)                 | La Haye-du-Theil                                       | Tourville-la-Campagne |
|                                                                | Le Bosc-du-Theil (comm. dél. de Saint-Nicolas-du-Bosc) | Saint-Meslin-du-Bosc  |

### Hydrographie
La commune est située dans le bassin Seine-Normandie. Elle n'est drainée par aucun cours d'eau,.

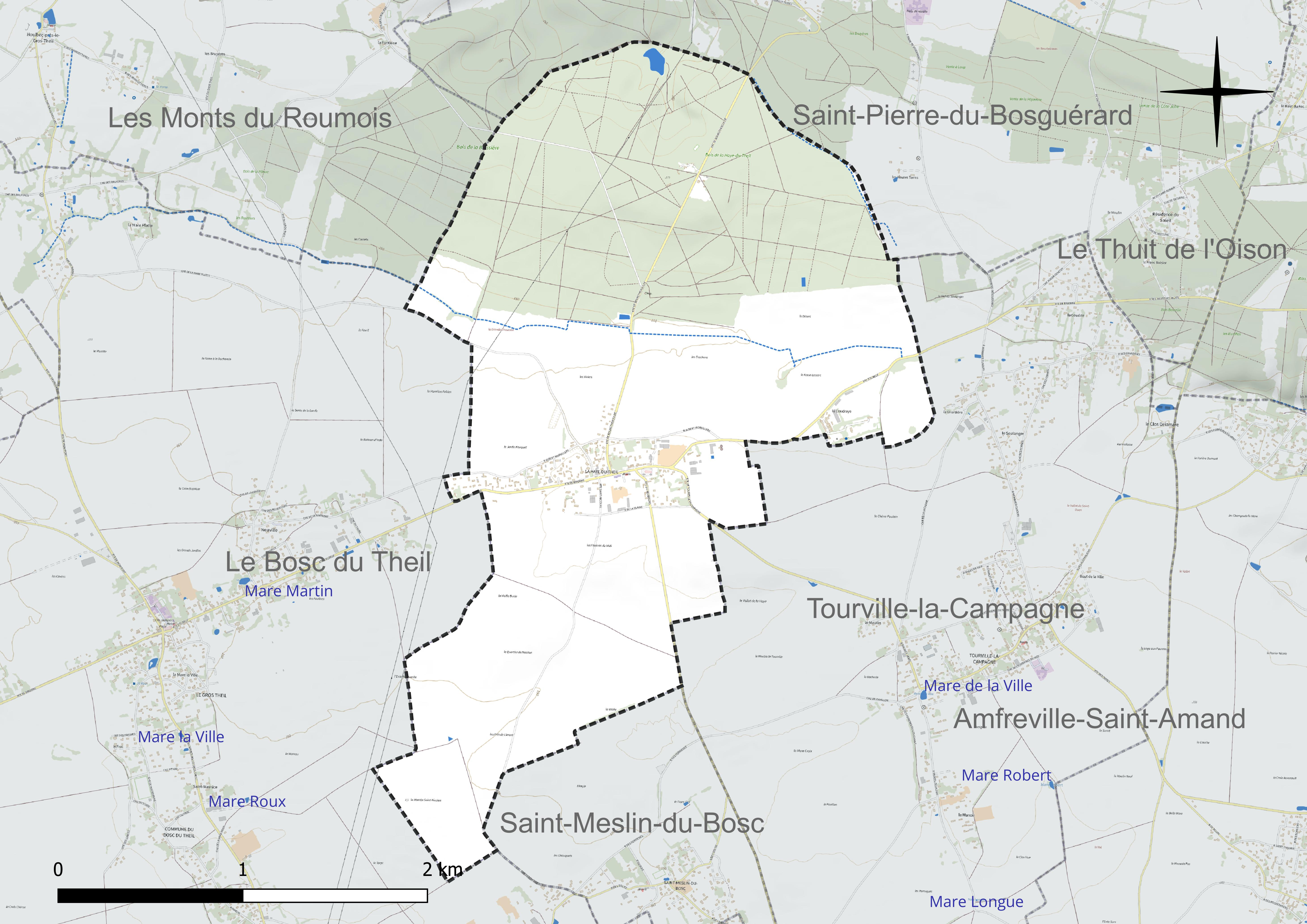
Réseau hydrographique de la Haye-du-Theil.

### Climat
Pour des articles plus généraux, voir Climat de la Normandie et Climat de l'Eure.
En 2010, le climat de la commune est de type climat océanique dégradé des plaines du Centre et du Nord, selon une étude du CNRS s'appuyant sur une série de données couvrant la période 1971-2000. En 2020, Météo-France publie une typologie des climats de la France métropolitaine dans laquelle la commune est exposée à un climat océanique et est dans la région climatique  Côtes de la Manche orientale, caractérisée par un faible ensoleillement (1 550 h/an) ; forte humidité de l’air (plus de 20 h/jour avec humidité relative > 80 % en hiver), vents forts fréquents. Parallèlement le GIEC normand, un groupe régional d’experts sur le climat, différencie quant à lui, dans une étude de 2020, trois grands types de climats pour la région Normandie, nuancés à une échelle plus fine par les facteurs géographiques locaux. La commune est, selon ce zonage, exposée à un « climat contrasté des collines », correspondant au Pays d’Auge, Lieuvin et Roumois, moins directement soumis aux flux océaniques et connaissant toutefois des précipitations assez marquées en raison des reliefs collinaires qui favorisent leur formation.
Pour la période 1971-2000, la température annuelle moyenne est de 10,1 °C, avec  une amplitude thermique annuelle de 13,3 °C. Le cumul annuel moyen de précipitations est de 786 mm, avec 12,4 jours de précipitations en janvier et 8,4 jours en juillet. Pour la période 1991-2020, la température moyenne annuelle observée sur la station météorologique la plus proche, située sur la commune de Brionne à 12 km à vol d'oiseau, est de 11,5 °C et le cumul annuel moyen de précipitations est de 791,7 mm,. Pour l'avenir, les paramètres climatiques de la commune estimés pour 2050 selon différents scénarios d’émission de gaz à effet de serre sont consultables sur un site dédié publié par Météo-France en novembre 2022.

## Urbanisme

### Typologie
Au 1er janvier 2024, La Haye-du-Theil est catégorisée commune rurale à habitat dispersé, selon la nouvelle grille communale de densité à 7 niveaux définie par l'Insee en 2022.
Elle est située hors unité urbaine. Par ailleurs la commune fait partie de l'aire d'attraction de Rouen, dont elle est une commune de la couronne,. Cette aire, qui regroupe 317 communes, est catégorisée dans les aires de 200 000 à moins de 700 000 habitants,.

### Occupation des sols
L'occupation des sols de la commune, telle qu'elle ressort de la base de données européenne d’occupation biophysique des sols Corine Land Cover (CLC), est marquée par l'importance des territoires agricoles (58 % en 2018), en diminution par rapport à 1990 (59,3 %). La répartition détaillée en 2018 est la suivante : 
terres arables (57,9 %), forêts (37 %), zones urbanisées (5 %), prairies (0,2 %). L'évolution de l’occupation des sols de la commune et de ses infrastructures peut être observée sur les différentes représentations cartographiques du territoire : la carte de Cassini (XVIIIe siècle), la carte d'état-major (1820-1866) et les cartes ou photos aériennes de l'IGN pour la période actuelle (1950 à aujourd'hui).

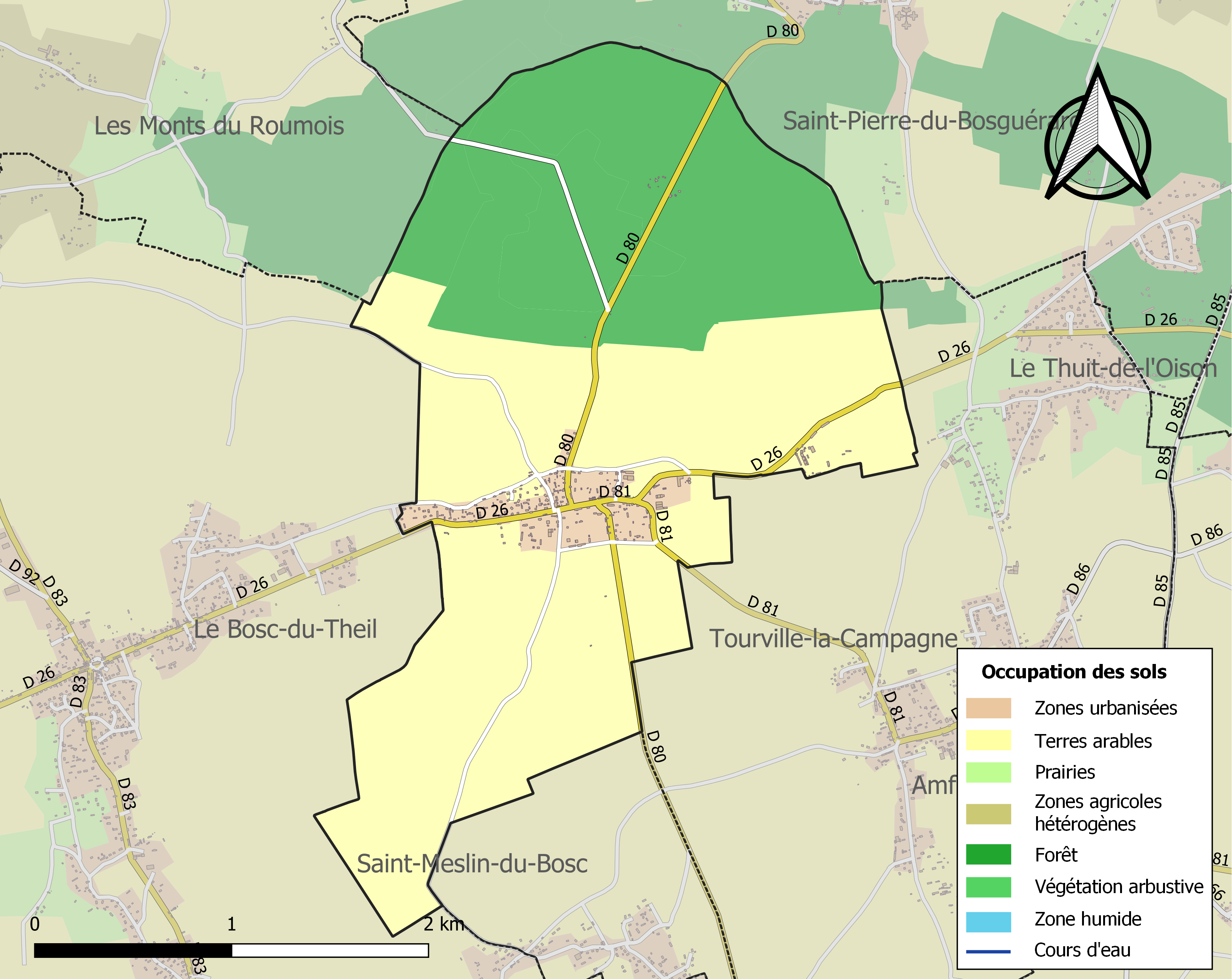
Carte des infrastructures et de l'occupation des sols de la commune en 2018 (CLC).

## Toponymie
Le nom de la localité est attesté sous les formes Haya Tiliæ (1er p. d’Évreux) et Haya Tilie au XIIIe siècle, La Haye du Tilleul en 1726 (Dictionnaire universel de la France).
L'appellatif haye > haie a servi à former nombre de toponymes dans la région à l'époque médiévale. On le retrouve notamment  dans la Haye-de-Calleville.
Le mot haie (jadis haye), d'origine germanique, pouvait prendre le sens de « lisière de forêt » au Moyen Âge.
Le déterminant complémentaire, en vieux français theil ou thil, du latin tilius, avait le sens de tilleul.

## Politique et administration
| Période                                  | Période  | Identité          | Étiquette | Qualité                |
| ---------------------------------------- | -------- | ----------------- | --------- | ---------------------- |
| mars 2001                                | 2014     | Bernard Porte     |           |                        |
| mars 2014                                | En cours | Paulette Demaegdt | DVD       | Agricultrice retraitée |
| Les données manquantes sont à compléter. |          |                   |           |                        |

## Démographie
L'évolution du nombre d'habitants est connue à travers les recensements de la population effectués dans la commune depuis 1793. Pour les communes de moins de 10 000 habitants, une enquête de recensement portant sur toute la population est réalisée tous les cinq ans, les populations de référence des années intermédiaires étant quant à elles estimées par interpolation ou extrapolation. Pour la commune, le premier recensement exhaustif entrant dans le cadre du nouveau dispositif a été réalisé en 2007.

En 2022, la commune comptait 324 habitants, en évolution de +8,72 % par rapport à 2016 (Eure : −0,25 %, France hors Mayotte : +2,11 %).
| 1793 | 1800 | 1806 | 1821 | 1831 | 1836 | 1841 | 1846 | 1851 |
| ---- | ---- | ---- | ---- | ---- | ---- | ---- | ---- | ---- |
| 386  | 377  | 433  | 439  | 386  | 386  | 379  | 366  | 368  |

| 1856 | 1861 | 1866 | 1872 | 1876 | 1881 | 1886 | 1891 | 1896 |
| ---- | ---- | ---- | ---- | ---- | ---- | ---- | ---- | ---- |
| 349  | 341  | 360  | 326  | 350  | 333  | 319  | 318  | 269  |

| 1901 | 1906 | 1911 | 1921 | 1926 | 1931 | 1936 | 1946 | 1954 |
| ---- | ---- | ---- | ---- | ---- | ---- | ---- | ---- | ---- |
| 292  | 250  | 233  | 186  | 183  | 172  | 167  | 188  | 195  |

| 1962 | 1968 | 1975 | 1982 | 1990 | 1999 | 2006 | 2007 | 2012 |
| ---- | ---- | ---- | ---- | ---- | ---- | ---- | ---- | ---- |
| 201  | 201  | 194  | 187  | 194  | 250  | 257  | 259  | 289  |

| 2017 | 2022 | - | - | - | - | - | - | - |
| ---- | ---- | - | - | - | - | - | - | - |
| 298  | 324  | - | - | - | - | - | - | - |

## Lieux et monuments

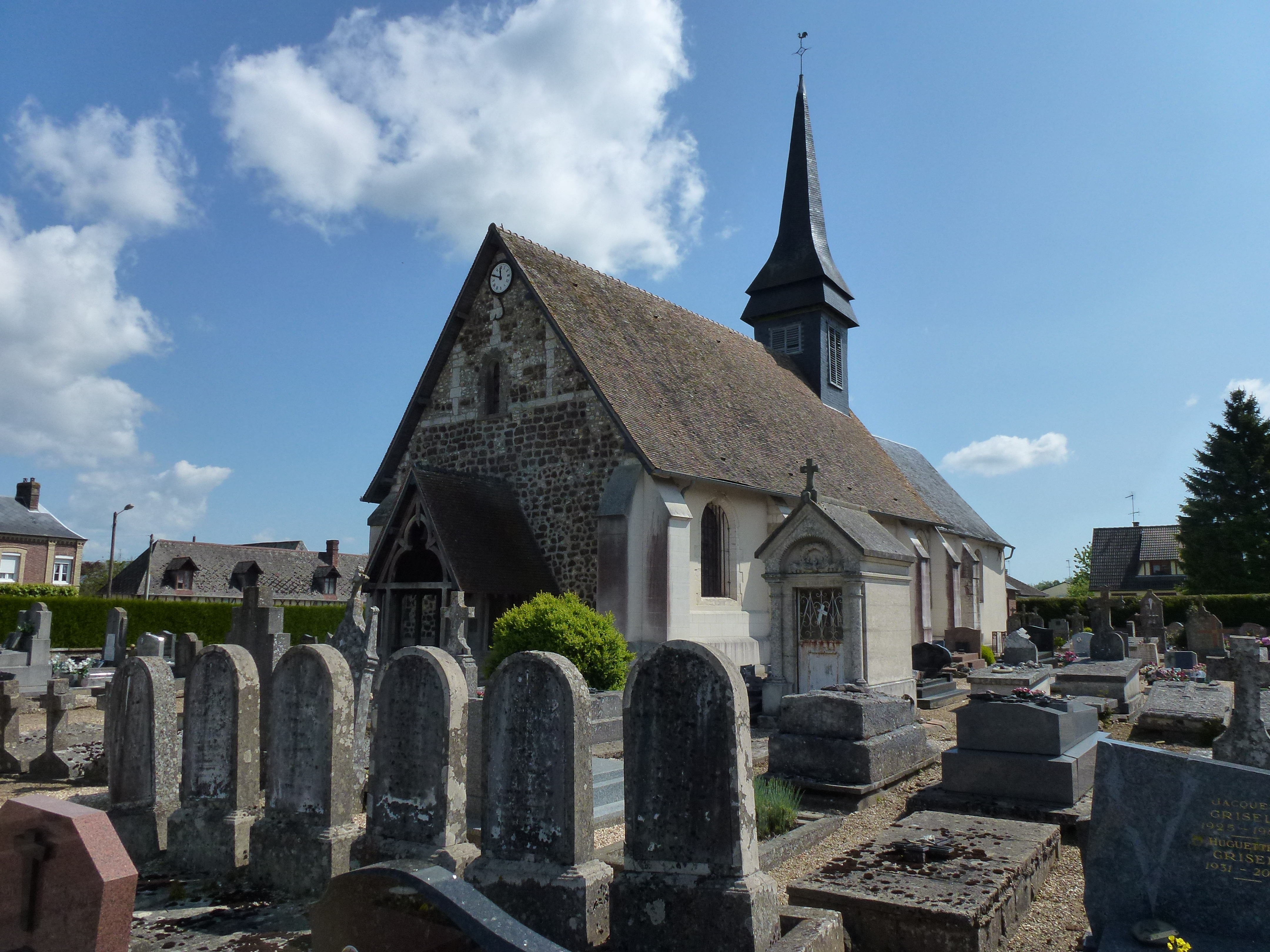
Église Saint-Ursin et cimetière.
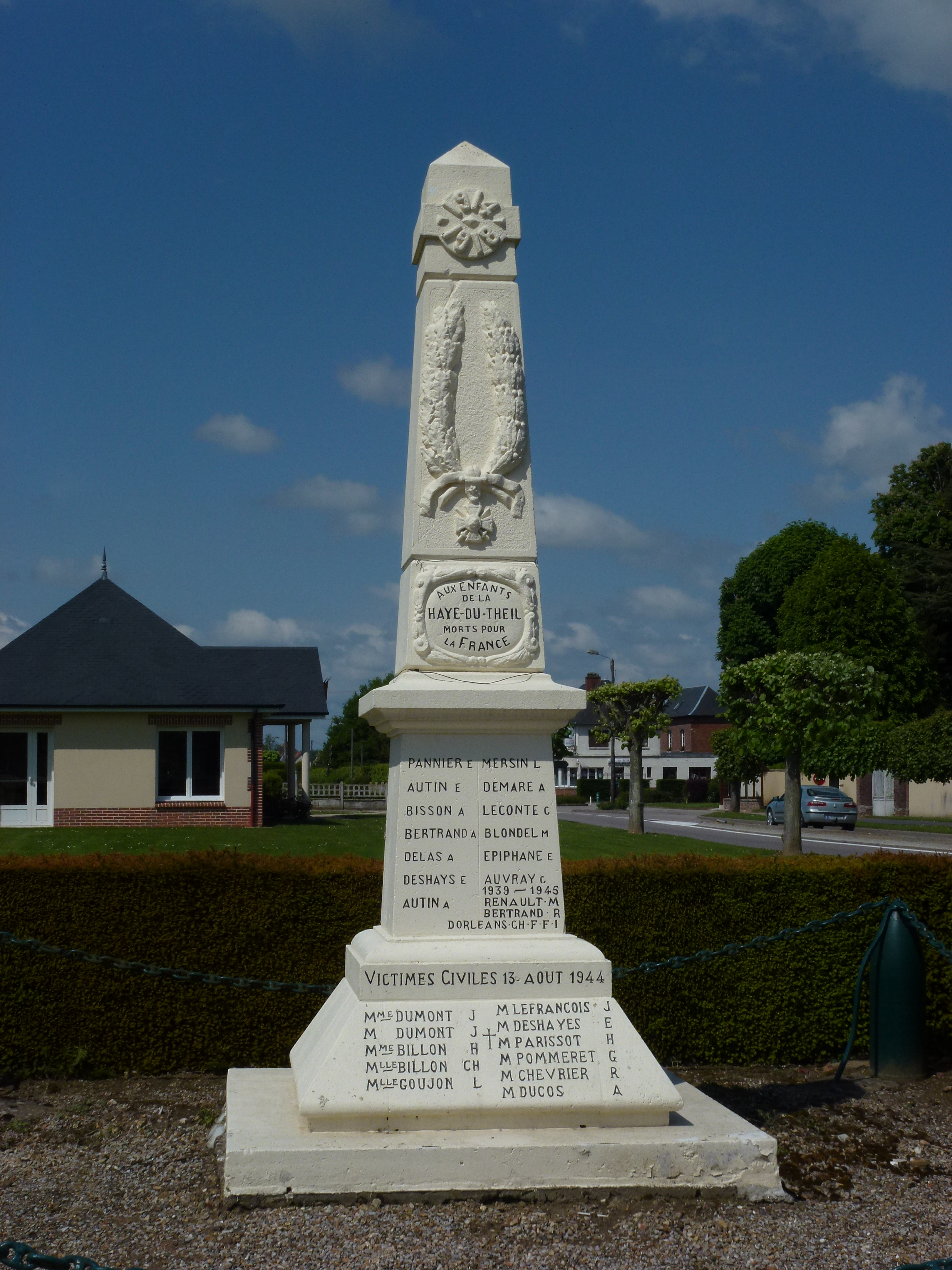
Monument aux morts.